# Wolves Like Us
Wolves Like Us ist eine norwegische Post-Hardcore-/Metal-Band aus Oslo. Die Band steht bei Prosthetic Records unter Vertrag und hat bislang drei Studioalben veröffentlicht.

## Geschichte
Die Band wurde im Jahre 2010 gegründet. Schlagzeuger Jonas Thire spielte zuvor in den Bands Amulet, JR Ewing und Silver, während Sänger Larsh Kristensen, Gitarrist Espen Helvig und Bassist Toy Kjeldaas in der Band Infidels Forever aktiv waren. Gleich im Gründungsjahr spielten Wolves Like Us zahlreiche Konzerte im Vorprogramm von Bands wie Kvelertak, Gallows, Purified in Blood oder Blood Command. Anfang 2011 unterschrieb die Band einen Vertrag beim US-amerikanischen Plattenlabel Prosthetic Records. Im Mai des Jahres erschien das Debütalbum Late Love.
In den folgenden Jahren veröffentlichte die Band die Singles Deathless und Get Gone, bevor sich die Musiker an die Arbeit für das zweite Studioalbum machten. Black Soul Choir wurde in den Propeller Studios in Oslo aufgenommen. Produziert wurde das Album von Mike Hartung, der zuvor schon mit unterschiedlichen Bands wie a-ha oder Satyricon gearbeitet hat. Die Veröffentlichung erfolgte am 28. Februar 2014. Im Februar 2014 spielte die Band eine Europatournee im Vorprogramm von Long Distance Calling.
Im Oktober 2019 veröffentlichte die Band ihr drittes Studioalbum Brittle Bones.

## Stil
Wolves Like Us spielen eine Mischung aus Post-Hardcore, Metal und Alternative Rock. Laut Sänger Larsh Kristensen bringt jeder Musiker der Band unterschiedliche Einflüsse mit und zählt Bands wie Slayer oder The Afghan Whigs zu den kleinsten gemeinsamen Nennern.

## Diskografie

### Alben
- 2011: Late Love
- 2014: Black Soul Choir
- 2019: Brittle Bones

### Singles
- 2012: Deathless
- 2013: Get Gone